# Мандарин благородный
Мандарин благородный (лат. Citrus nobilis) — вид цитрусовых, высоко ценящийся за вкусные плоды и красоту самого растения, которое легко адаптируется к условиям выращивания в помещении.

## Описание
Мандарин появился в Европе в начале XIX века. Этот вечнозеленый кустарник с густой кроной и поднимающимися кверху ветвями в открытом грунте может достигать 4,5 м в высоту. Некоторые из ветвей (чаще всего «волчки») бывают колючими. У мандаринов ароматные ярко-зеленые, овально-продолговатые и овально-ланцетовидные с узкими концами листья и белые мелкие ароматные цветки. Круглые плоды среднего размера приплюснуты на краях. Их тонкая оранжевая кожура с высоким содержанием эфирных масел легко отделяется от мандариновых долек. В мякоти мандарина много семян, хотя были выведены сорта и разновидности без косточек. Особую популярность завоевали «Avana apirena» и «Tardivo di Cianciulli» с более мелкими плодами. Обычно плоды созревают зимой, с декабря по январь, однако некоторые разновидности плодоносят позднее.

## Особенности выращивания

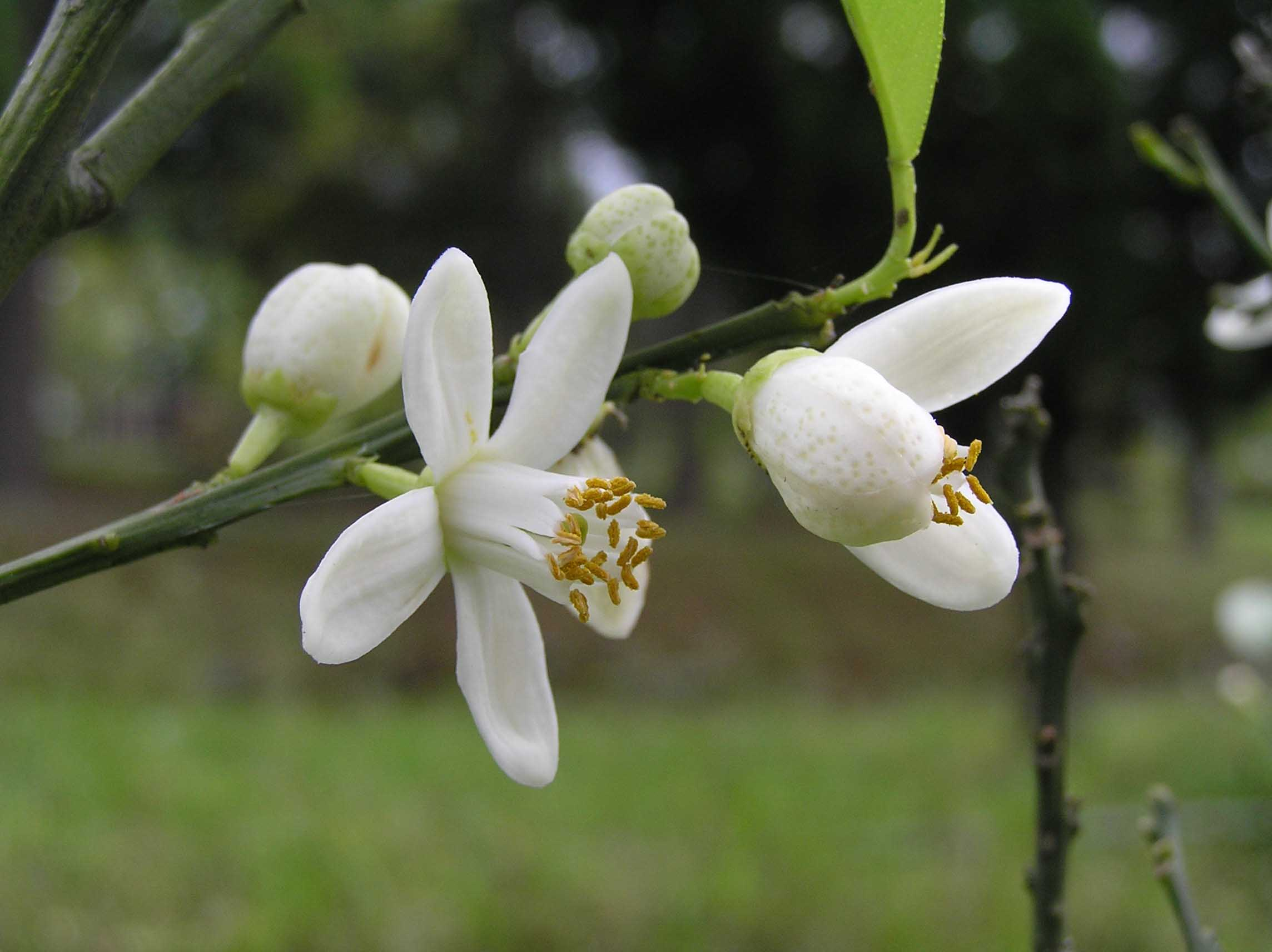
Цветение мандарина благородного.

Благородный мандарин выращивают в саду или дома. В теплых регионах с мягкими зимами растение может спокойно расти в открытом грунте, если его укрывать на период покоя слоем лапника или сухих листьев. Однако, в нашей стране чаще мандарины выращивают дома. Для этого нужно знать особенности описания растения и о том, какой за ним требуется уход.

## Размножение
Часто используют для выращивания мандарина косточки. Но, не все магазинные сорта подойдут для такой процедуры. Есть более рослые растения, у которых быстро развивается корневая система. Лучше приобрести семена в магазине, ознакомиться с сортом и его описанием или попросить косточку у владельца домашнего мандарина.